# Noguères
Noguères er en fransk kommune i départementet Pyrénées-Atlantiques og dermed i regionen Aquitaine.

## Geografi
Landområderne i kommunen bliver afvandet af floderne Baïse de Lasseube og Luzoué, der er bifloder til gave de Pau.

## Nabokommnuner
- Pardies mod øst
- Lahourcade mod syd
- Mourenx mod vest
- Os-Marsillon mod nord

## Historie
Med en beliggenhed i bassin de Lacq husede Noguères fabrikken Pechiney fra 1960 til 1991. Det var et aluminiumudsmeltningssted, der blev forsynet med strøm fra kraftværket i Artix.
Det var også én af de første byer, som nød godt af landjordens fyrtårn, der dannedes af flammetungen fra fabrikken i Lacq efter 1950.

## Administration
| Valgår                             | Navn            | Kommentar |
| ---------------------------------- | --------------- | --------- |
| Data forud for 1995 er ikke kendt. |                 |           |
| 1995                               | Pierre Lansou   |           |
| 2001                               | Pierre Lansou   |           |
| 2008                               | Jean-Luc Martin |           |

## Demografi
| 1901                                             | 1962 | 1968 | 1975 | 1982 | 1990 | 1999 |
| ------------------------------------------------ | ---- | ---- | ---- | ---- | ---- | ---- |
| 151                                              | 193  | 168  | 186  | 195  | 160  | 145  |
| Antal efter 1962: Befolkning uden dobbelttælling |      |      |      |      |      |      |

## Notes
1. ↑  Luzouré

43°22′17″N 0°35′44″V / 43.3714°N 0.5956°V